# La Vall d'Alcalà
La Vall d'Alcalà és un municipi del País Valencià situat a la Marina Alta, a la subcomarca de les Valls de Pego.

## Geografia
La Vall d'Alcalà va estar formada, en temps, per set poblacions, denominades Alcalà de la Jovada, Beniaia, Queriola, Benialí, Benixarco, la Roca i l'Atzúbia. En l'actualitat solament dos nuclis de població pertanyen a la vall com a entitats locals: Alcalà de la Jovada i Beniaia.
El seu terme municipal limita amb els de Benimassot, Planes, Tollos, la Vall d'Ebo i la Vall de Gallinera. Es pot accedir a la localitat per carretera, des del sud, a través de la N-332, agafant llavors la CV-700 per a accedir a Pego i enllaçar amb la CV-712.

## Història

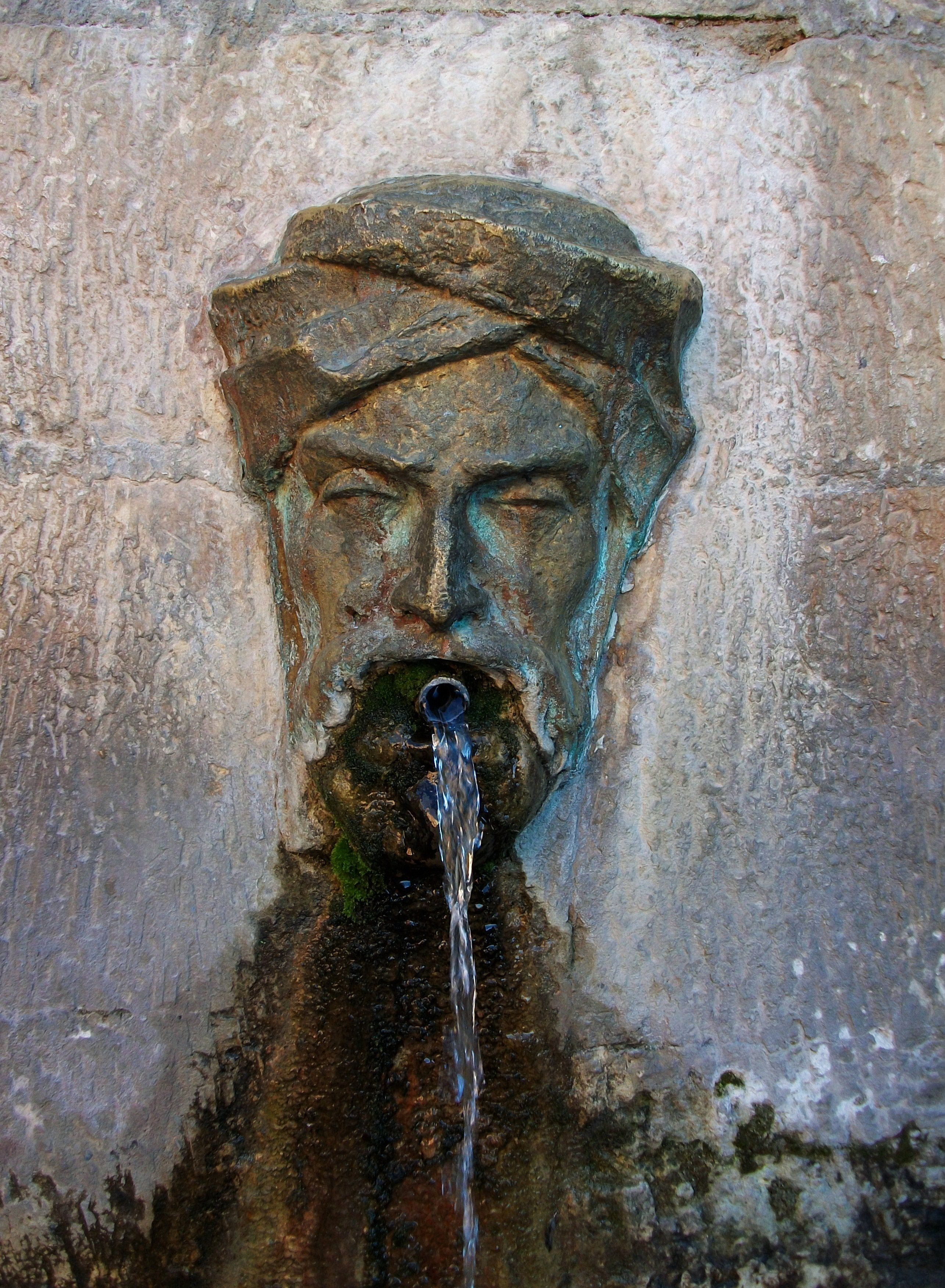
Font d'Al-Azraq.

Des de fa milers d'anys l'home ha poblat les terres de la Vall d'Alcalà i prova d'això són les pintures rupestres de fa 35.000 anys trobades a l'Abric del Condoig i al de Gleda, o les de l'Abric de la Roca de fa 15.000 anys. Així mateix, els poblats com el Xarpolar, i la Penya de la Retura demostren la presència humana fa 4.000 anys.
L'orige de la Vall d'Alcalà és àrab. Entre 1218 i 1220 nasqué, en Alcalà, Al-Azraq, el cabdill àrab que durant anys lluità contra el Rei Jaume I per a aconseguir la independència en una València musulmana. La residència d'Al-Azraq fou el Castell d'Alcalà. El 1245 Al-Azraq i Alfons I, fill de Jaume I, signaren el Tractat del Pouet, amb el que el fill del Rei fou proclamat senyor d'aquelles terres a canvi que respectés la vida dels seus habitants. S'aconseguia així una coexistència de musulmans i cristians al mateix territori. Això no obstant, prompte començaren a aparèixer les tensions entre la població musulmana que temia una repressió per part del Rei Jaume I. En resposta, el cabdill àrab no respectaria per complet el pacte i continuaria amb la lluita. Açò provocaria que el Rei prengués Alcalà i exiliés a Al-Azraq al nord d'Àfrica, d'on tornaria 17 anys després i, finalment, moriria a les portes d'Alcoi el 1276.
La situació entre ambdues religions continuaria sent de relativa convivència durant algun temps, però acabaria trencant-se per les rebel·lions a les grans ciutats com la revolució de Germanies, que tingué lloc en València entre 1519 i 1523. Finalment, la forta pressió de l'Església aconseguí que, el 1525, els musulmans del poble, unes 78 famílies, foren obligades a batejar-se passant a ser cristians nous, és a dir, moriscs. A partir de llavors continuaren suportant les pressions de l'església i una condició que mai aplegarien a acceptar. Finalment, acabaran rebel·lant-se el 1609, data en què es decretà la seua expulsió. Alguns pobles propers a Alcalà quedaren despoblats.
Als llibres de l'església del poble es documenta l'existència d'uns moviments migratoris de gent d'Ibi, d'Alcoi, de Mallorca, de Xixona i d'Agres, que serien en definitiva els avantpassats més remots dels actuals ciutadans.
A principi de segle passat vivien a la Vall d'Alcalà unes 571 persones i foren batejades 8 xiquetes i 8 xiquets. Però la crisi econòmica que afectava el país va obligar els hòmens a emigrar a ciutats com Nova York. Després les dones ho farien a París, encara que, posteriorment, molts d'ells i elles en tornarien.

## Demografia
Té una població de 168 habitants (INE 2017).
| Evolució demogràfica de Vall d'Alcalà | Evolució demogràfica de Vall d'Alcalà | Evolució demogràfica de Vall d'Alcalà | Evolució demogràfica de Vall d'Alcalà | Evolució demogràfica de Vall d'Alcalà | Evolució demogràfica de Vall d'Alcalà | Evolució demogràfica de Vall d'Alcalà | Evolució demogràfica de Vall d'Alcalà | Evolució demogràfica de Vall d'Alcalà | Evolució demogràfica de Vall d'Alcalà | Evolució demogràfica de Vall d'Alcalà | Evolució demogràfica de Vall d'Alcalà | Evolució demogràfica de Vall d'Alcalà | Evolució demogràfica de Vall d'Alcalà | Evolució demogràfica de Vall d'Alcalà | Evolució demogràfica de Vall d'Alcalà |
| Any                                   | 1900                                  | 1910                                  | 1920                                  | 1930                                  | 1940                                  | 1950                                  | 1960                                  | 1970                                  | 1981                                  | 1991                                  | 2000                                  | 2005                                  | 2006                                  | 2012                                  | 2014                                  |
| ------------------------------------- | ------------------------------------- | ------------------------------------- | ------------------------------------- | ------------------------------------- | ------------------------------------- | ------------------------------------- | ------------------------------------- | ------------------------------------- | ------------------------------------- | ------------------------------------- | ------------------------------------- | ------------------------------------- | ------------------------------------- | ------------------------------------- | ------------------------------------- |
| Població                              | 571                                   | 642                                   | 532                                   | 551                                   | 516                                   | 504                                   | 402                                   | 305                                   | 171                                   | 167                                   | 181                                   | 167                                   | 179                                   | 186                                   | 175                                   |

## Alcaldia
Des de 2015 l'alcalde de la Vall d'Alcalà és Pablo Martínez Sarch del Partit Socialista del País Valencià (PSPV).
| Període                       | Alcalde o alcaldessa     | Partit polític | Data de possessió | Observacions |
| ----------------------------- | ------------------------ | -------------- | ----------------- | ------------ |
| 1979–1983                     | Ismael Alcaraz Cortés    | UCD            | 19/04/1979        | --           |
| 1983–1987                     | Antonio Bernabeu Boronat | PSPV-PSOE      | 28/05/1983        | --           |
| 1987–1991                     | Antonio Bernabeu Boronat | PSPV-PSOE      | 30/06/1987        | --           |
| 1991–1995                     | Antonio Bernabeu Boronat | PSPV-PSOE      | 15/06/1991        | --           |
| 1995–1999                     | Antonio Bernabeu Boronat | PSPV-PSOE      | 17/06/1995        | --           |
| 1999–2003                     | Antonio Bernabeu Boronat | PSPV-PSOE      | 03/07/1999        | --           |
| 2003–2007                     | Juan José Sendra Nadal   | PP             | 14/06/2003        | --           |
| 2007–2011                     | Juan José Sendra Nadal   | PP             | 16/06/2007        | --           |
| 2011–2015                     | Juan José Sendra Nadal   | PP             | 11/06/2011        | --           |
| 2015–2019                     | Pablo Martínez Sarch     | PSPV-PSOE      | 13/06/2015        | --           |
| 2019-2023                     | Pablo Martínez Sarch     | PSPV-PSOE      | 15/06/2019        | --           |
| Des de 2023                   | n/d                      | n/d            | 17/06/2023        | --           |
| Fonts: Generalitat Valenciana |                          |                |                   |              |

## Monuments i llocs d'interés
- Esfinx d'Al-Azraq. D'interés arquitectònic. N'hi ha dues: la primera és una font situada a la plaça del poble amb el rostre del cabdill. L'altra es troba a la Sala Al-Azraq, una sala cultural polivalent, abans estava situada a un petit jardí dins del poble.
- Castell de la Vall d'Alcalà. O Castell de Benissili.
- Despoblats moriscos. Sèrie de despoblats on habitaven els moriscos abans de la seua expulsió definitiva. Hi ha també altres restes morisques, com ara la Nevera de Dalt, la Nevera de Baix o el Forn de Calç, Queirola, entre d'altres.
- Sala Al-Azraq. Sala polivalent amb un espai subterrani per a esdeveniments en general, un altre espai destinat a la consulta del metge i una sala cinema.

## Festes
- Festes Patronals i Moros i Cristians. Se celebren a Alcalà de la Jovada durant la primera (a vegades la segona) setmana d'agost. Són les festes "grans" del poble, ja que durant dues setmanes es realitzen gran quantitat d'activitats per a totes les edats. Ja siguen tallers de treballs manuals, jocs tradicionals, conta-contes, dansa, música, esports, campionats de futbol, campionats de jocs de cartes, etc. I també els dies importants de la festa es realitzen grans sopars i dinars populars on tot el poble ix al carrer per participar, una desfilada de Moros i Cristians on quasi tot el poble i les bandes de música dels pobles dels voltants plenen els carrers.
- Festes Patronals. Se celebren a Beniaia el tercer cap de setmana de setembre.
- Festes de Sant Antoni. Se celebren a Alcalà de la Jovada el cap de setmana més proper al 17 de gener. Es realitza la "cremà del pi", seguida d'una nit de festa i l'endemà al matí, el poble es desperta amb coets, un esmorzar popular i més tard una rostida d'embotit.
- Festes de la Mare de Déu del Pilar. Se celebren a Alcalà de la Jovada el 12 d'octubre.